# کارتیپانیا
کارتیپانیا (به لاتین: Kartipanya) یک منطقهٔ مسکونی در بلغارستان است که در تساروا لیوادا واقع شده‌است.